# Trophonios
Trophonios (altgriechisch Τροφώνιος Trophṓnios) war ein griechischer Heros mit einem alten Orakel in der boiotischen Stadt Lebadeia.

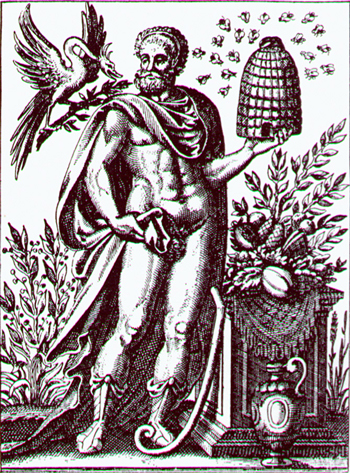
Trophonios

## Etymologie und ähnliche Kulte
Der Name ist auf das griechische Wort τρέφειν tréphein, deutsch ‚ernähren‘ zurückzuführen. Strabon und verschiedene Inschriften nennen einen „Zeus Trephonios“. Andere chthonische Zeus-Gottheiten mit ähnlichen Titeln waren in der griechischen Welt bekannt, z. B. Zeus Meilichios (der „honigsüße“ Zeus), oder Zeus Chthonios (der „unterirdische“ Zeus).
Ähnliche Gottheiten gab es auch in der römischen Welt, z. B. gab es in Lavinium in Latium einen Altar des Aeneas unter dem Titel Iuppiter Indiges (Jupiter unter der Erde).

## Trophonios in der Mythologie
Nach der griechischen Mythologie galt Trophonios als Sohn des Erginos. Laut der homerischen Hymne auf Apollon baute Trophonios zusammen mit seinem Bruder Agamedes den Orakeltempel zu Delphi. Nach der Fertigstellung sagte das Orakel ihnen, sie sollten sich sechs Tage lang allen denkbaren Freuden hingeben, und am siebenten Tage würde ihre größte Sehnsucht erfüllt werden. Nach sieben Tagen wurden sie dann tot in ihren Betten gefunden. Auf dieser Geschichte beruht das Sprichwort „Wen die Götter lieben, der stirbt jung“.
Pausanias berichtet von den Brüdern, sie hätten für den König Hyrieus von Böotien eine Schatzkammer gebaut. Durch einen Geheimgang, den nur sie kannten, hätten sie ihm dann seine Reichtümer gestohlen. Der König stellte den Dieben eine Falle, indem er Schlingen in der Schatzkammer auslegen ließ. Agamedes verfing sich darin und konnte sich nicht mehr befreien. Trophonios schnitt ihm daraufhin den Kopf ab und nahm ihn mit, damit der König den Körper nicht identifizieren konnte. Dann floh Trophonios in die Höhle von Lebadeia und wurde nie wieder gesehen.
Als lange Zeit später die Bewohner von Lebadeia unter einer Seuche zu leiden hatten, fragten sie das Orakel von Delphi um Rat. Die Antwort der Pythia lautete, ein ungenannter Heros sei verärgert, weil er nicht verehrt würde, deshalb sollten die Bürger sein Grab finden und einen Kult für ihn einrichten. Lange suchten die Bürger vergebens, bis schließlich ein Schäferjunge auf der Suche nach Honig, Bienen in eine Erdhöhle folgte. Statt Honig fand er Trophonios, womit Lebadeia die Seuche besiegte und dafür ein populäres Orakel gewann.
In Euripides’ Tragödie Ion konsultiert der kinderlose Xythos das Orakel des Trophonios auf seinem Weg nach Delphi.
Apollonios von Tyana berichtete nach seinem Besuch des Heiligtums, Trophonios sei in philosophischen Dingen ein Vertreter der Lehren des Pythagoras.

## Der Trophonios-Kult
Pausanias beschreibt in seinem Buch über Böotien (9,39) den Trophonios-Kult in zahlreichen Details. Mehrere Tage lang musste der Besucher des Orakels sich mit Reinigungsritualen und Opferungen vorbereiten. Dann wurde er von zwei dreizehnjährigen Knaben an den Fluss Herkyna geführt, gebadet und gesalbt und in ein schlichtes Gewand gekleidet. Ihm wurde Wasser von zwei Quellen gereicht, genannt Lethe (Vergessen) und Mnemosyne (Erinnern). Erst dann durfte er den Orakelschrein betreten. Dort fand er eine Leiter vor, die er bis zu einem engen Loch im Boden hinabsteigen musste, durch das er seine Füße zu stecken hatte. Von unten wurde er nun ruckartig an den Füßen hinabgezogen, dann erhielt er einen Schlag auf den Kopf, der ihn halb bewusstlos machte. In der Dunkelheit der Höhle wurde ihm nun von einer Stimme seine Zukunft offenbart. Danach zog man den Besucher an den Füßen wieder hinauf. Oben musste er sich auf den „Stuhl des Erinnerns“ setzen und wiederholen, was das Orakel ihm gesagt hatte. In dem „Haus des Guten Geistes“ konnte der Besucher sich dann erholen und „das Lachen wiederfinden“.

## Vision des Timarchos
Plutarch überliefert in De Genio Socratis eine Traumvision über den Kosmos und das Leben im Jenseits, die im Orakel des Trophonios von Timarchos, einem früh verstorbenen Schüler des Sokrates, empfangen wurde.
Dieser Timarchos wollte Plutarch zufolge unbedingt erfahren, was es mit dem Daimon des Sokrates auf sich habe, und stieg zu diesem Zweck in die Orakelhöhle, in der er zwei Nächte und einen Tag lang blieb, so dass seine Begleiter ihn schon verloren gaben. Dann tauchte er aber doch wieder auf, schien sehr glücklich und gab nach dem abschließenden Ritual den folgenden Bericht:
Sobald er sich in der Höhle befand, war er von dichter Dunkelheit umgeben, er betete, lag ausgestreckt auf dem Boden und wusste nicht sicher, ob er wache oder träume. Dann war ihm, als träfe ein harter Schlag seinen Schädel, der aufbrach und aus den aufgebrochenen Nähten seine Seele entließ. Seine Seele fühlte sich wie befreit aus einem erstickenden Verlies und dehnte sich aus wie ein Segel, das sich vom Wind füllt. Dann hörte er ein sehr anmutiges Geräusch wie ein leichtes Wirbeln um seinen Kopf und sah aufblickend keine Erde, sondern leuchtende Inseln, scheinend in wechselnden, feurigen Farben, lauter Inseln, zahlreich und groß und sämtlich von runder Form. Zwischen den Inseln war ein See oder Meer, schimmernd in den verschiedensten Schattierungen von Blau. Die Inseln bewegten sich, wurden umhergetrieben, hoben und senkten sich.
Die See schien teils sehr tief, teils ganz seicht, zwei feurige Ströme füllten die Wasser mit weißem Licht, doch in der Mitte sah er einen Abgrund, tief, tosend und von Dunkel erfüllt, aus dem ein Heulen und Bellen von Tieren, Weinen von Kindern und Stöhnen von Männern und Frauen und alle möglichen anderen schrecklichen Töne herauf drangen, doch wie gedämpft und aus weiter Ferne, was ihn aber sehr entsetzte.
Schließlich hörte er die Stimme eines unsichtbaren Wesens, die ihn fragte, was er denn wissen wolle, worauf Timarchos antwortete: „Alles! denn was gäbe es, das nicht wunderbar und überraschend wäre?“ Worauf ihm das Wesen antwortet, dass der Himmel nicht seine Region sei, er aber ihm gerne das Reich der Persephone zeigen könne, nämlich die irdische Welt als Unterwelt oder Hölle. Und er setzt an zu einer philosophischen Darstellung der vom Styx in vier Teile geteilten Welt, als da sind Leben, Bewegung, Fortpflanzung und Zerfall. Leben sei mit der Bewegung durch ein unsichtbares Band, Bewegung mit Fortpflanzung durch Verstehen und Sonne, und Fortpflanzung mit Zerfall durch die Natur und den Mond verbunden, und über jede dieser Verbindungen sei eine der Moiren gesetzt, nämlich Atropos über die erste, Klotho über die zweite und Lachesis über die dritte.
Nun stelle der Mond einen Grenzbereich dar, in dem sich Unter- und Überwelt periodisch begegnen, nämlich alle 177 Umdrehungen. Bei jeder solchen Begegnung können Seelen aus der Überwelt hinabgesogen werden in die sublunare Hölle, umgekehrt können Seelen, die den Kreis der Wiedergeburten vollendet hätten, aufsteigen in die Überwelt. Darauf bemerkt Timarchos, dass er eigentlich nur Sterne sehe, die sich dahin und dorthin bewegten, worauf ihm sein Führer erklärt, das seien die Daimones. Die Seelen seien nämlich teilweise eingewoben dem Fleisch und der Materie und damit der Welt der Begierden, teilweise aber außerhalb des Fleisches, mit dem Körper verbunden wie mit einer Schnur, dieser Teil der Seele außerhalb des Körpers sei der Verstand oder Daimon. Je größer der Anteil des Daimons sei, desto zielsicherer sei die Bewegung der Seele und jene Lichtpunkte, die er einen ganz ruhigen Gang gehen sehe, das seien die Seelen der Propheten und Philosophen.
Darauf kehrte Timarchos in seinen Körper und in das Diesseits zurück, nachdem die Stimme ihm noch angekündigt hatte, in drei Monaten werde er alles besser verstehen. Tatsächlich sei Timarchos nach 3 Monaten plötzlich verstorben.

## Trophonios in der klassischen Tradition
„In die Höhle des Trophonios hinabsteigen“ wurde zu einem Sprichwort für „große Furcht erleiden“ – darauf wird in Aristophanes’ Komödie Die Wolken angespielt.
Verschiedene antike Philosophen, z. B. Herakleides Pontikos, schrieben Kommentare zum Trophonios-Kult, die heute verloren sind.
Die Quellen Lethe und Mnemosyne haben große Ähnlichkeit mit dem Mythos von Er, der in Platons Politeia erzählt wird, mit Texten der Orphiker, und mit Passagen über Erinnern und Vergessen in Hesiods Theogonie.
Da der Gott des Heiligtums einmal ein Mensch gewesen sei, verweigerten in römischer Zeit die Zollpächter die sonst bei Tempeln übliche Steuerfreiheit mit dem Argument, auch eine Apotheose bewirke keine Steuerbefreiung.
Giambattista Casti schrieb 1785 das Libretto „La grotta di Trofonio“, welches von Antonio Salieri (1785, Wien) und  in einer von Giuseppe Palomba eingerichteten Version erneut von Giovanni Paisiello (1786, Neapel) vertont wurde. Die Oper war erfolgreich und wurde auch in die deutsche, französische und portugiesische Sprache übersetzt.
Der Hellfire Club richtete sich eine „Höhle des Trophonios“ mit obszönen Wandmalereien ein, wo die Mitglieder ihre Orgien feierten.
Friedrich Nietzsche bezeichnet sich in der Vorrede zu seinem Buch Morgenröte als „Trophonios“, weil er in die unterirdischen Abgründe der Moralvorstellungen hinabgestiegen sei.